# Váci Egyházmegye Kórházlelkészi Szolgálata
A Váci Egyházmegye Kórházlelkészi Szolgálata 2004. június 28-án jött létre az egyházmegye kórházpasztorációs tervének aláírásával. Jelenlegi egyházmegyei kórházlelkész Torma Joel.
A kórházlelkészi szolgálatnál főállású lelkigondozók  dolgoznak. A Váci Egyházmegye az ország első, egész egyházmegyét átfogó, szervezett lelkigondozói hálózattal rendelkezik. A szolgálat lelkigondozóit minden kórházban megtalálhatjuk. Az egyházmegye alkalmazásában állnak, nem a kórházak szűkös költségvetésétől veszik el a pénzt. Kiképzésüket a Semmelweis Egyetemen és a Sapientia Főiskolán kapták. Jelenleg 11 kórházban 13-an dolgoznak teljes vagy részállásban. A lelkigondozó elsődleges feladata a lelkigondozói beszélgetés folytatása a betegekkel. Ezt indokolja a sokféle krízis-helyzet, amibe betegségük vagy más életkörülmények miatt kerülnek a kórházban tartózkodók. Ide tartoznak természetesen mindazok a papok, akik a kórházakban miséznek, a betegeket felkeresik, szentségeket szolgáltatnak ki számukra, vagy csak egyszerűen meglátogatják őket, beszélgetnek velük. A kórházakban eltérő módon szerveződött meg a szentmisék ellátása, szentség-kiszolgáltatás. A kórházlelkészi szolgálat honlapja: http://korhazlelkesz.hu

## Forráshivatkozás
Váci Egyházmegye